# Corynophlaea
Corynophlaea is een geslacht van bruinwieren uit de familie Chordariaceae. De wetenschappelijke naam werd oorspronkelijk gepubliceerd in 1843 door Friedrich Traugott Kützing.

## Soorten
- Corynophlaea crispa (Harvey) Kuckuck, 1929
- Corynophlaea cristata Womersley & Skinner, 1987
- Corynophlaea cystophorae J.Agardh, 1882
- Corynophlaea flaccida (C.Agardh) Kützing, 1858
- Corynophlaea globulifera (Ruprecht) Perestenko, 1980
- Corynophlaea hamelii Feldmann, 1937
- Corynophlaea longifila (Reinbold) Chapman
- Corynophlaea umbellata (C.Agardh) Kützing, 1843
- Corynophlaea verruculiformis (Y.-P.Lee & I.K.Lee) Y.-P.Lee, 2008 = Kantkloswier